# Ottomar Krug
Walter Ottomar Armin Krug (* 13. April 1891 in Oberschwöditz, Provinz Sachsen; † 16. Februar 1976 in Goslar) war ein deutscher Standesbeamter, Kommunalpolitiker und Verfasser einer der umfassendsten Sammlungen deutscher Generalsbiographien.

## Leben und Wirken
Krug war zunächst Standesbeamter. Er war 1933 bis 1945 Bürgermeister und Stadtkämmerer von Aschersleben. Seit dem Kriegsbeginn 1939 sammelte er Biographien deutscher Generäle aus dem Zeitraum 1880 bis 1945. Er erstellte auch eine Bildsammlung von Generals-Porträts, die durch Kriegsereignisse verloren ging und später nur teilweise rekonstruiert wurde. Diese Sammlungen wurden nicht veröffentlicht und blieben in Privatbesitz.
Nach 1945 war er in der Militärverwaltung Frankreichs als Militärverwaltungsrat beschäftigt. Danach war er Bürgermeister von Goslar. Er setzte seine Sammlung von Generals-Biographien fort und konnte als ehemaliger Standesbeamter diese Biographien mit zusätzlichen genealogischen Daten aus westdeutschen Standesämtern vervollständigen. Krugs Privatsammlung gilt nach den militärhistorischen Sammelwerken des Kurt von Priesdorff als eine der umfassendsten Sammlungen deutscher Generalsbiographien und wurde erst nach seinem Tode in Archiven zugänglich.

## Werke/Nachlass
- Kurzbiographien und Porträtfotos deutscher Generale aus dem Zeitraum von 1867 bis 1945. Zusammengestellt von dem Bürgermeister a. D. Ottomar Krug für das Stadtarchiv Astfeld bei Goslar.
- Bundesarchiv BArch, MSG 109
- Krug, Ottomar Deutsche Generale 1918–1945, Bundesarchiv Freiburg